# سالومو ساكس
كان سالومو ساكس (وُلد في برلين في 22 ديسمبر 1772، وتوفي في 14 مايو 1855) مهندسًا معماريًا ألمانيًا، وعالم فلك، وموظفًا في دوائر المباني البروسية، وعالم رياضيات، ومعلم رسم في هندسة العمارة، ومعلم رسم آلات، وعالم اقتصاد بناء، وكاتبًا، ومؤلف كتب غير خيالية ومقررات مدرسية وباحثًا شاملًا. حصل على رتبة مفتش مبان ملكي وكان مع ابن عمه الرائد مينو بيرغ الرجلين الوحيدين في الخدمة المدنية البروسية الذين لم يتبرآ من عقيدتهما اليهودية.
وُلد ساكس في برلين في 22 ديسمبر 1772، ابنًا لجامع اليانصيب واليهودي المحمي جول جيكوب ساكس (وُلد في 30 يوليو 1738 ببرلين، وتوفي في 18 أبريل 1820 ببرلين) وزوجته الثانية إستر ساكس (نحو 1746- 1813). كان والده رئيس جمعية بيديك هاباجيث للجالية اليهودية في برلين («أضرار المنزل»، «صيانة المبنى»، هنا «صيانة المبنى»).

## تعليمه ومؤهلاته
في عمر 18، درس هندسة العمارة والرسم من 1790 إلى 1792 في الأكاديمية الملكية للفنون ببرلين. في 9 ديسمبر 1792، أدى اليمين بصفة طالب في أوبرهوفباوامت ببرلين. كان معلمه ورئيسه في الخدمة الأوبرهوفباورات ومستشار الحرب السرية فريدريش بيشرير.
أقسمت في الوقت نفسه على أساسات عملي التجريبي مع مستشار الحكومة والبناء مانديل. أدينا هو المسيحي، وأنا اليهودي، معًا قسم المنصب بين يدي المستشار القانوني لإدارة البناء العليا السيد تروسكيل. في الوقت نفسه، نطقنا القسم نفسه معًا، لكن بصيغة ختامية مختلفة. في صيغتي الختامية، لم يُذكر أي باحث يهودي، أو أي شاهد يهودي، أو أي غسيل أيدٍ، أو لبس ثوب صلاة إلخ.، ولا أي كنيس.

سالومو ساكس.
كان الحاكم في هذا الوقت فريدريش فيلهيلم الثاني. في 1 يوليو 1794، حاز ساكس على براءة اختراع بصفة جابي أوبرهوفباو، وفي 26 سبتمبر 1799 عُين مفتش أوبرهوفباو في أوبرهوفباوامت. في خلال تدريبه، كان الطبيب يوهان ألبرت آيتلواين أيضًا أحد تلامذته، وكرس له كتابه الدليل الكامل في تصنيع معدات البناء في 1827. بصفته مفتش بناء، تولى قيادة شرطة البناء في قسمه ورئاسة لجنة الفحص للبنائين الكبار. بين عامي 1790 و1796، خُطط لاستخدام الأرض في منطقة مولكينماركت 1 لبناء المدينة الجديدة بيليويك. صمم أعضاء أوبرهوفباوامت المشاريع وبدأ البناء في 1791 تحت إشراف بول لودفيج وفريدريك غيلي. صمم سالومو، الذي لم يُطلب رسميًا، واجهتين لهذا الغرض. كانت تانك واجهتا البوابة والمقدمة من جهة نهر شبريه، والتي قبلتها الحكومة قبولًا إيجابيًا للغاية، وتلقى عنها أول اعتراف علني به. منذ عام 1786، نشرت أكاديمية الآداب والعلوم الميكانيكية كتالوجًا لمعرض الأكاديمية السنوي. في السنوات التالية قُدم التواتر ثنائي الحول. كان الهدف تمييز الجمهور في برلين عن الأكاديميات الأخرى في كاسل ودرسدن. في الأعوام من 1786 إلى 1816، كانت النماذج والتصاميم المعمارية المستندة إلى النماذج العتيقة بصورة أساسية قد شغلت المساحة. قدم طلاب الأكاديمية والجباة الأصغر سنًا نسبة كبيرة من المشاركات. في عام 1794، تمكن يوهان كارل غوتليب شلايتزر وسالومو ساكس وأوغستس فرديناند ماندل (1771- 1846)، ويوهان جورج موسر وبول لودفيج سيمون من المساهمة بتصميماتهما للكنائس والسجون ومسرح وردهة صيد ومنازل ريفية ومنازل حضرية ومنازل صيفية ومشارح للمعرض والكتالوج. في 1798، صمم ساكس مشرحة لجمعية الأصدقاء، لكن لم يُنفذ قط تصميمه لأسباب مالية. من عام 1799 حتى 1806، درّس بصفته مدرس رسم للهندسة المعمارية ومدرس رسومات الآلات في باواكاديمي، التي كان الملك فريدريش فيلهيلم الثالث قد أسسها حديثًا في 6 يوليو 1799. 

## عائلته وأنسباؤه
في 21 سبتمبر 1802، تزوج من هنرييت إيسر من هامبورغ ببرلين. أنجب الزواج ابنًا. صار ابنه ألبرت ساكس (29 أغسطس 1803 في برلين، 11 نوفمبر 1835 في المكان نفسه) طبيبًا.
كان عمه جوديل ساكس (وُلد في 10 أبريل 1752 ببرلين، وتوفي 17 مايو 1819 في المكان نفسه)، بستانيًا وحقق سمعة لنفسه بصفته رائدًا في التغييرات المهنية. (لتوفير آفاق مهنية جديدة لليهود الذين لم يعد مسموحًا لهم العمل في المهن التي مارسوها سابقًا أو كانت فرصهم ضئيلة أو معدومة). كان لسالومو ساكس الإخوة التالون:
- إسرائيل جول ساكس (وُلد في 25 مارس 1762 ببرلين، وتوفي في 26 أغسطس 1848 ببرلين). كان يعمل مسترهنًا وعاش في آيرغاس بموجب الحقوق المدنية 1809 على أساس قانون المدينة في 19 نوفمبر 1808.
- هيرش جول ساكس (وُلد في 18 أكتوبر 1770 ببرلين، وتوفي في 22 سبتمبر 1824 ببرلين) كان بستانيًا ومالكًا. عاش في أم غرونن فيغ بموجب الحقوق المدنية في 9 أغسطس 1813.
- فيل (فيلشين، فاني) ساكس (وُلدت 4 نوفمبر 1778 ببرلين وتوفيت نحو 1858). تزوجت من دانييل ألكسندر بيندا (دانييل ديفيد ألكسندر بيندا) وهو مسؤول دعاية ومستشار مدينة (وُلد في 22 أبريل 1786 وتوفي في 6 يناير 1870) في 13 فبراير 1809. كانت فيل أمًا فخرية لمعهد تعليم الأيتام للجالية اليهودية في برلين، والذي أسسه براوش أويرباخ. وُلد الأطفال التالون من الزواج، أولاد أخت سالومو ساكس:
  - كلارا (1810- 1818).
  - إستر (16 أكتوبر 1813- 1877).
  - أنتون فيرديناند بيندا (وُلد في 10 فبراير 1817 ببرلين، وتوفي في 6 يناير 1893 في لوبيك)، واعتنق كلاهما لاحقًا المسيحية، وتعمدت إستر بيندا (وسمت نفسها لاحقًا إيدا آنا) على يد فريدريش شليرماخر.
- وُلد جيكوب جول ساكس في برلين في 13 سبتمبر 1781. كان حرفيًا، وفي 16 مارس 1810 مُنح امتيازًا ليصنع بضائع مطلية بالفضة. أقام في برلين بموجب الحقوق المدنية في 12 مارس 1812.